# Nikka Whisky

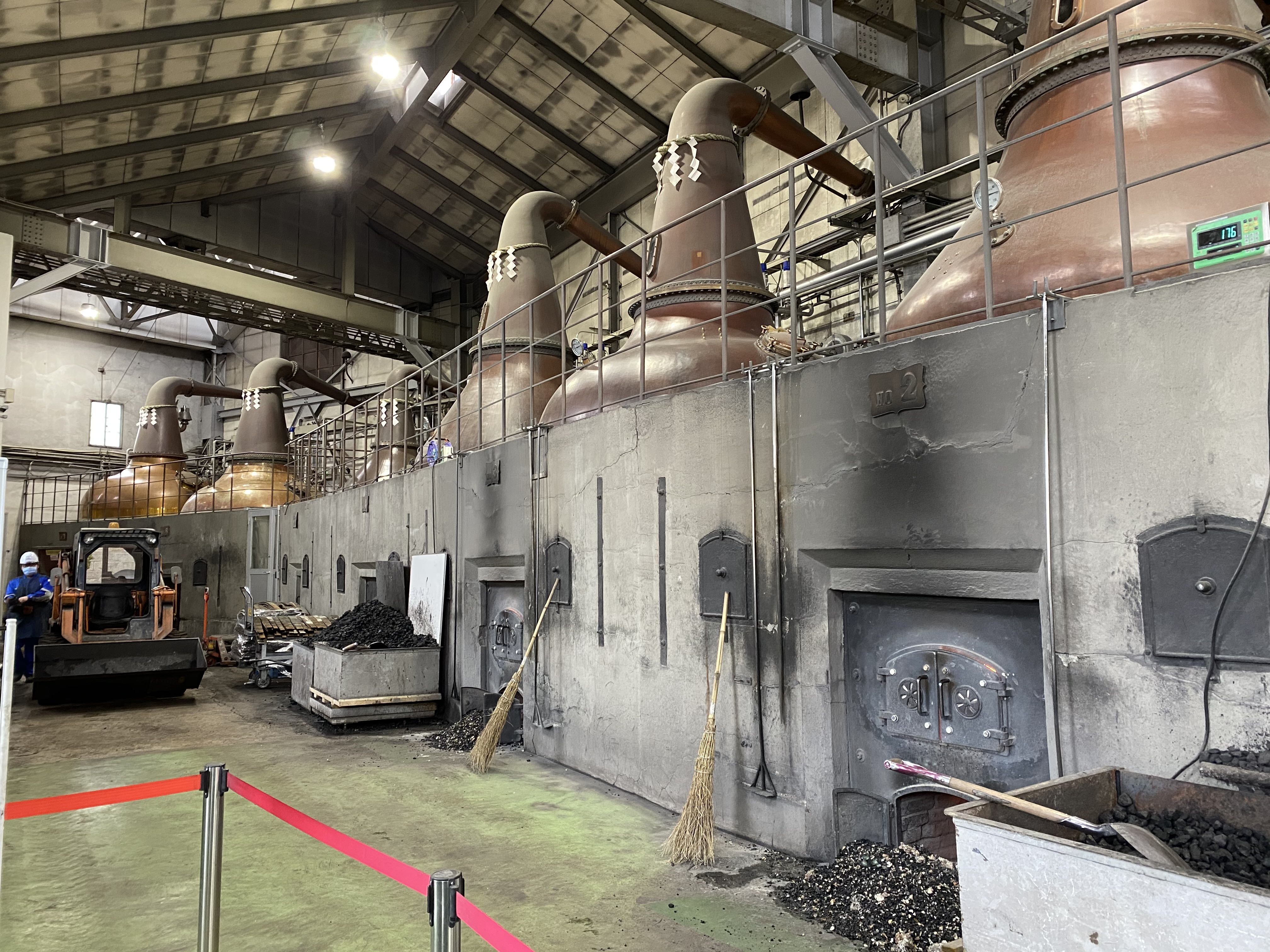

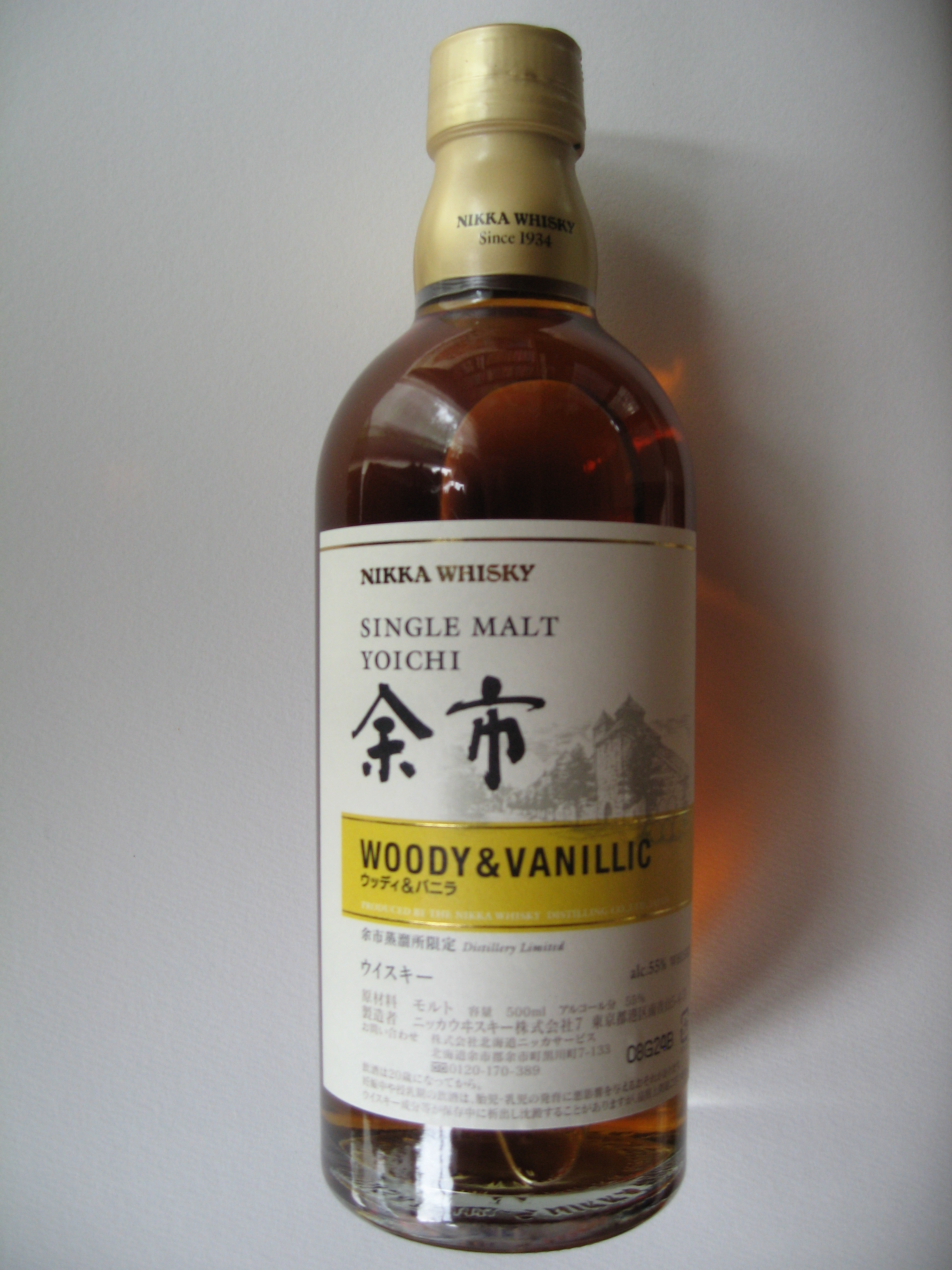

Nikka Whisky è una azienda giapponese produttrice di whisky e bevande alcoliche, con quartier generale a Tokyo.

## Storia
Il fondatore, Masataka Taketsuru, viaggiò in Scozia nel 1918 per apprendere il processo di distillazione del whisky scozzese. Studiò chimica organica all'Università di Glasgow e la produzione di malto per whisky presso le distillerie Hazelburn, nei pressi di Fort William, nelle Highlands. Si sposò con una donna scozzese e tornò in Giappone nel 1920. Nel 1934 fondò le distillerie Nikka.
Attualmente l'azienda è di proprietà della Asahi Breweries.